# チャウ・セン・コクサル・チュム
チャウ・セン・コクサル・チュム（Chau Sen Cocsal Chhum、1905年9月9日 – 2009年1月22日）は、カンボジアの官僚、政治家。

## 生涯
大南の朱篤（チャウドック）省知尊鎮（現在のベトナム、アンザン省チートン県）出身でメコン・デルタのクメールクロム（ベトナム領内に住む低地クメール人）の家系出身である。カンボジア王国において1962年8月6日から10月6日までの2か月間首相を務めた。